# Cladurus
Cladurus, rod crvenih algi smješten u vlastiti tribus Cladureae, dio porodice Rhodomelaceae. Dvije su priznate vrste (obje morske); tipična je C. elatus.

## Vrste
1. Cladurus alterniferus Huisman
2. Cladurus elatus (Sonder) Falkenberg - tip